# Tatamátapaculo
De tatamátapaculo (Scytalopus alvarezlopezi) is een zangvogel uit de familie Rhinocryptidae (tapaculo's). Deze vogel is genoemd naar de Colombiaanse ornitholoog Humberto Álvarez-López vanwege zijn verdiensten op het gebied van de studie en kennis van Colombiaanse vogels.

## Beschrijving
Deze vogel is in 2017 als nieuwe soort beschreven. De soort lijkt sterk op  Robbins' tapaculo (S. robbinsi) en  Stiles' tapaculo (S. stilesi). De verschillen betreffen vooral de geluiden van de vogels en het mitochondriaal DNA. De verschillen in het uiterlijk van het verenkleed zijn gering.

## Verspreiding en leefgebied
Deze soort is endemisch op de westelijke hellingen van de Colombiaanse Andes (westelijk Antioquia, zuidelijk tot zuidwestelijk Valle del Cauca) op 2000 tot 2100 m boven zeeniveau. Het leefgebied is de ondergroei van nevelwoud.

## Status
De tatamátapaculo heeft een beperkt verspreidingsgebied en daardoor is de kans op uitsterven aanwezig. De grootte van de populatie werd in 2021 door BirdLife International geschat op 20.000-50.000 volwassen individuen. De populatie-aantallen nemen af door habitatverlies. Het leefgebied wordt aangetast door klimaatverandering. Door opwarming verandert de vegetatie in het berggebied. Om deze redenen staat deze soort als gevoelig op de Rode Lijst van de IUCN.